# 저스틴 비비언 본드

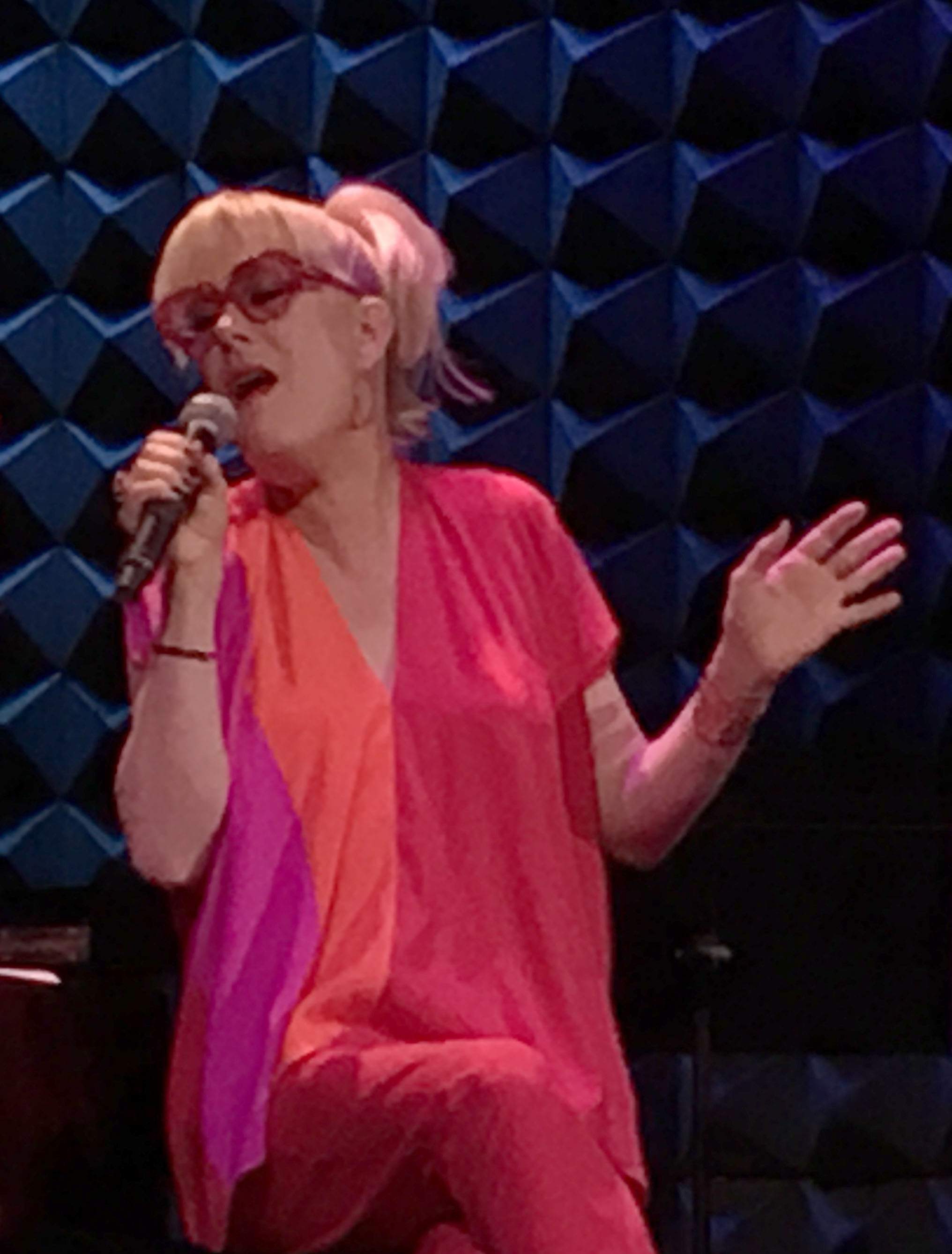

저스틴 비비언 본드(Justin Vivian Bond, 1963년 5월 9일 ~ )는 뉴욕(New York City)에서 유명한 퀴어 아이콘이다.
그는 목쉰 소리로 독특한 메들리를 부르는 늙고 거친 캬바레 가수이자 여장남자의 모습인 키키(Kiki)모습으로 가장 잘 알려져 있다. 키키는 피아노를 연주하는 동료인 허브(Herb)와 함께 키키앤허브(Kiki and Herb)로서 공연한다. 저스틴은 또한 그의 백업 밴드인 프로이디언슬리퍼스(the Freudian Slippers)와 함께 그의 이름을 걸고 공연한다.
그는 또한 영화 숏버스(Shortbus)에서 그 자신으로 출연하였다. (2006년 10월 미국 개봉)